# علم فلك النيوترينو

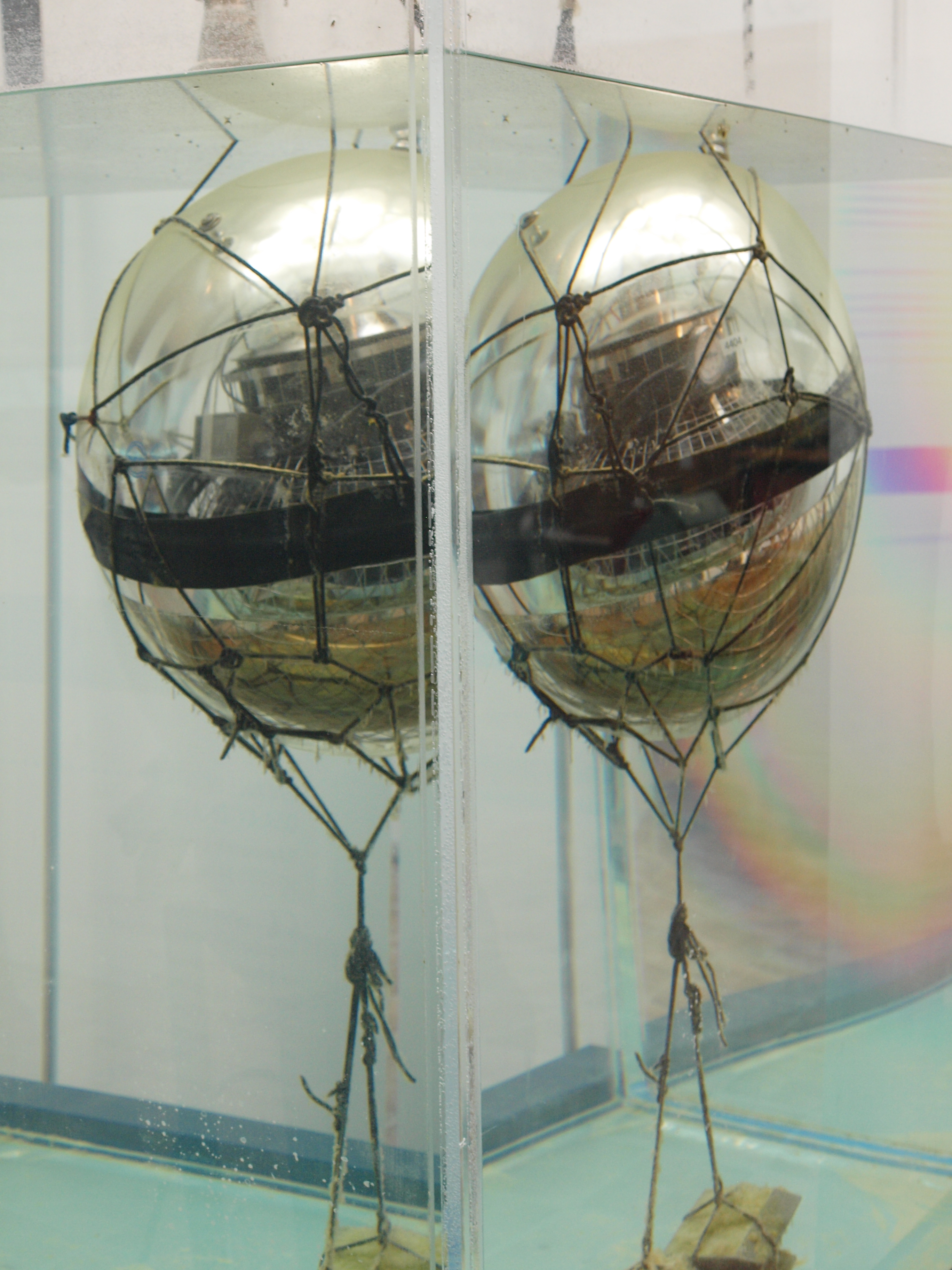
تيليسكوب نيوترينوي

علم الفلك النيوترينو هو فرع من فروع علم الفلك الذي يدرس الأجرام الفلكية بواسطة أجهزة الكشف عن النيوترينو في المراصد الخاصة. تنشأ النيوترينوات نتيجة لأنواع معينة من الاضمحلال الإشعاعي، أو التفاعلات النووية مثل تلك التي تحدث في الشمس أو في المفاعلات النووية أو عندما تصيب الأشعة الكونية الذرات. بسبب تفاعلاتها الضعيفة مع المادة، توفر النيوترينوات فرصة فريدة لمراقبة العمليات التي تحدث بالفضاء والتي يتعذر الوصول إليها بالتلسكوبات البصرية.

## التاريخ
تم تسجيل النيوترينوات لأول مرة في عام 1956 من قبل العالمين كلايد كوان وفريدريك راينس عن طريق تجربة استخدما فيها مفاعلًا نوويًا قريبًا كمصدرٍ للنيوترينو. وقد حصلا من خلال هذا الاكتشاف على جائزة نوبل في الفيزياء في عام 1995.
في عام 1968، اكتشف ريموند ديفيس جونيور وجون باهكال أول النيوترينوات الشمسية في تجربة (هومستاك). وقد منح (ديفيس)، إلى جانب الفيزيائي الياباني ماساتوشي كوشيبا، نصف جائزة نوبل في الفيزياء لعام 2002 "لمساهماتهما الرائدة في مجال الفيزياء الفلكية، لا سيما في الكشف عن النيوترينوات الكونية (ذهب النصف من الجائزة الآخر إلى ريكاردو جياكوني لمساهمات رائدة مماثلة أدّت لاكتشاف مصادر الأشعة السينية الكونية).
تبع ذلك اكتششاف أول نيوترينو جوّي في عام 1965 من قبل مجموعتين في وقت واحد تقريباً. قاد أحدهما فريدريك رينز، الذي عمل على جهاز (ومّاض السائل) وسميت التجربة (ويتووترساند-إرفين) أو (كاشف CWI)ـ في منجم للذهب في (إيست راند) بجنوب إفريقيا على عمق يكافئ 8.8 كم من المياه. الفريق الأخر كان)بومباي - أوساكا دورهام) والذان كانا يعملان في منجم حقل الذهب في كولار بالهند على عمق يكافئ 7.5 كم من المياه. وعلى الرغم من أنّ مجموعة)بومباي - أوساكا دورهام) اكتشفت مرشّحات النيوترينو بعد شهرين من (رينز)، إلّا أنّها قد أعطيت الأولوية الرسمية بسبب نشرهم للنتائج التي توصلوا إليها قبل أسبوعين من الفريق الأول.
بدأ الجيل الأول من مشاريع التلسكوب النيوترينوي تحت سطح البحر باقتراح من (مويسي ماركوف) في عام 1960 «... لتثبيت أجهزة الكشف في أعماق بحيرة أو بحر وتحديد موقع الجسيمات المشحونة بمساعدة إشعاع شيرينكوف».
بدأ أول تلسكوب نيوترينو تحت الماء عن طريق مشروع يحمل اسم (DUMAND) والذي يرمز إلى (كاشف الميوميزون والنيوترينو في المياه العميقة). بدأ المشروع في عام 1976، وعلى الرغم من إلغائه في نهاية المطاف عام 1995، فقد كان بمثابة مقدمة للعديد من التلسكوبات التالية في العقود التالية.
تم تثبيت تلسكوب (بايكال نيوترينو (في الجزء الجنوبي من بحيرة بايكال في روسيا). يقع الكاشف على عمق 1.1 كم، وبدأ هذا التيليسكوب عمليات المسح في عام 1980. وفي عام 1993، كان أول تيليسكوب ينشر ثلاث سلاسل لإعادة بناء مسارات الميوميزون وكذلك أول تسجيل للنيوترينوات في الغلاف الجوي باستحدام تيليسكوب موجود تحت سطح الماء.
في نظام (AMANDA) -اختصار (نظام كاشف الميوميزون والنيوترينو القطبي الجنوبي)- استُخدمت الطبقة الجليدية السميكة التي يبلغ سمكها 3 كيلومترات في القطب الجنوبي وتقع على بعد عدة مئات من الأمتار من محطة (أماندسين-سكوت). فقد تم حفر ثقوب بقطر 60 سم باستخدام ماء ساخن مضغوط يحوي سلاسل تحمل الوحدات البصرية فيه قبل إعادة تجمّد الماء. وقد أُثبت عن طريق هذا النظام أنّ العمق غير كافي لإعادة بناء المسار بسبب تشتت الضوء عند فقاعات الهواء. تم إضافة مجموعة ثانية من 4 سلاسل في 1995/1996 إلى عمق حوالي 2000 متر العمق الذي كان كافياً لإعادة بناء المسار. وتمت ترقية نظام AMANDA تدريجيّاً حتى شهر يناير 2000 عندما أصبح يتألف من 19 سلسلة مع إجمالي 667 وحدة بصرية في نطاق عمق يتراوح بين 1500 م و 2000 متر. وفي نهاية المطاف أصبحت (AMANDA) سلف المكعب الثلجي (IceCube) في عام 2005.

## القرن الحادي والعشرون
بعد فقدان مشروع (DUMAND) لأهمّيته، انقسمت المجموعات المشاركة فيه إلى ثلاثة فروع لاستكشاف خيارات البحر العميق في البحر الأبيض المتوسط. تموضع تيليسكوب (ANTARES) في قاع البحر في المنطقة المقابلة لمدينة تولون الفرنسية على ساحل البحر الأبيض المتوسط. وتكون من 12 سلسلة، كل منها يحمل 25 «طابقا» مجهزة بثلاث وحدات بصرية وحاوية إلكترونية وأجهزة معايرة حتى عمق أقصى 2475 م.
قامت مجموعة إيطالية بمراقبة ((NEMO (مرصد النيوترينو المتوسطي) للتحقيق في مدى جدوى وجود كاشف بحجم 1كم3 في أعماق البحار. تم تحديد موقع مناسب على عمق 3.5 كم تحت سطح البحر وذلك على بعد 100 كم قبالة قرية (كابو باسيرو) على الساحل الجنوبي الشرقي لجزيرة صقلية. وفي الفترة من 2007-2011، اختبرت المرحلة الأولية نموذج لبرج صغير مع 4 حواجز تم نشرها لعدة أسابيع بالقرب من كاتانيا على عمق 2 كم من سطح البحر. وسيتم متابعة المرحلة الثانية بالإضافة إلى خطط لنشر البرج النموذج بالحجم الكامل في إطار عمل (KM3NeT) (التيليسكوب النيوترينوي بحجم 1كم)
تم تركيب مشروع NESTOR في عام 2004 على عمق 4 كيلومترات تحت سطح البحر وتم تشغيله لمدة شهر واحد إلى أن حصل قصور في الكابل الواصل إلى الشاطئ مما أدى إلى إيقاف المشروع. البيانات التي تم التقاطها أظهرت نجاح وظيفة الكاشف وقدمت قياس تدفق الميوميزون في الغلاف الجوي. سيتم استخدام هذه الأدلة في إطار عمل (KM3NeT) (التيليسكوب النيوترينوي بحجم 1كم3)
الجيل الثاني من مشاريع التلسكوب النيوترينوي المتواجدة في أعماق البحار وصل أو حتّى تجاوز في بعض الأحيان الحجم الذي صمّمه الرائدون في هذا المجال في الأصل. فتم الانتهاء من مشروع (IceCube).الذي يقع في القطب الجنوبي والمدوج مع سابقه (AMANDA)، في تشرين الثاني/ديسمبر من عام 2010. وهو يتكوّن حاليًاً من 5160 وحدة ضوئية رقمية مثبتّة على 86 سلسلة على عمق يتراوح بين 1450 و 2550 متر في جليد القارة القطبية الجنوبية. في المقابل فلا يزال كلّاً من (KM3NeT) في البحر الأبيض المتوسط و (GVD) في المرحلة التحضيرية الأولية الخاصة بهم. وسيلة عمل IceCube)) هي 1كم3 من الجليد. ومن المخطط أيضًا أن يغطي (GVD) 1كم 3 من الجليد ولكن عند عتبة طاقة أعلى بكثير. ومن المقرر أن يغطي KM3NeT)) عدة كيلومترات مكعّبة. من المتوقع أن ينتهي كل من مشروعي (KM3NeT) و (GVD) بحلول عام 2017 ومن المتوقع أن يشكل الثلاثة معاً مرصدًا نيوترينًا عالميًا.
في شهر تموز من العالم 2018، أعلن فريق مرصد (IceCube Neutrino) أنّهم قد تتبّعوا النيوترينو عالي الطاقة الذي ضرب محطة الأبحاث في القارة القطبية الجنوبية في شهر أيلول/سبتمبر 2017 إلى نقطة منشأه في النجم (Blazar TXS 0506 + 056) الذي يقع على بعد 3.7 مليار سنة ضوئيّة في اتجاه كوكبة أوريون. وكانت هذه هي المرة الأولى التي يتم فيها استخدام كاشف النيوترينو لتحديد مكان ما في الفضاء، وتحديد مصدر للأشعة الكونية.

## طرق الكشف
بما أن النيوترينوات لا تتفاعل مع المادة إلّا نادراً، فإنّ التدفق الهائل لنيوترينوات الطاقة الشمسية التي تتسابق عبر الأرض يكفي لإنتاج تفاعل واحد فقط لـ 1036 ذرة مستهدفة، وكل تفاعل ينتج فقط بضعة فوتونات أو ذرة واحدة محولة. وتتطلب مراقبة تفاعلات النيوترينو كتلة كبيرة للكشف، إلى جانب نظام تضخيم حساس.
ونظراً للإشارة الضعيفة جداً، يجب تخفيض مصادر الضوضاء الخلفية قدر الإمكان. ويجب أن تكون الكواشف محمية بواسطة درع كتلته ضخمة، لذلك يتم بناؤها في أعماق الأرض، أو تحت الماء. ويتم تسجيل الميوميزونات الصاعدة في جريان التفاعلات الشحونة للميوميزون مع النيوترينو. يتم التسجيل الميموزونات الصاعدة فقط لأنّه لا يوجد جسيم آخر معروف يمكنه عبور الأرض بأكملها. ويجب أن يكون جهاز الكشف على عمق 1 كم على الأقل لقمع الميموزونات المتجهة إلى الأسفل، ولتخضع لخلفية غير قابلة للاختزال من النيوترينوات التي تتفاعل في الغلاف الجوي للأرض. توفر هذه الخلفية أيضًا مصدر معايرة قياسيّ. يجب أيضا مراقبة والتحكّم يمصادر النظائر المشعة لأنها تنتج جزيئات حيوية عندما تتحلل. تتكون أجهزة الكشف من صف من الأنابيب المضاعفة (PMTs) الموجودة في كرات ضغط شفافة يتم تعليقها في حجم كبير من الماء أو الثلج. تسجل PMTs وقت الوصول والسعة لضوء Cherenkov المنبعث من الميموزونات أو الجسيمات. يمكن عادةً إعادة بناء المسار بواسطة التثليث إذا استخدمت ثلاثة «سلاسل» على الأقل للكشف عن الأحداث.

## التطبيقات
عندما يتم دراسة الأجسام الفلكية مثل الشمس باستخدام الضوء، يمكننا فقط ملاحظة سطح الجسم مباشرة. أي ضوء ينتج في قلب النجم سيتفاعل مع جزيئات الغاز في الطبقات الخارجية للنجم، وسيحتاج مئات الآلاف من السنين ليصل إلى السطح، بالتالي فإنّه من المستحيل مراقبة النواة مباشرة. بما أن النيوترينوات تنشأ أيضا في قلب النجوم (نتيجة للانصهار النجمى)، يمكن ملاحظة اللب باستخدام فلك النيوترينو. وقد تم الكشف عن مصادر أخرى من النيوترينوات، مثل النيوترينو التي تطلقها المُسْتَعرات الفائقة (السوبرنوفا). توجد حاليًا أهداف للكشف عن النيوترينوات من مصادر أخرى، مثل النواة المجرية النشطة (AGN)، بالإضافة إلى رشقات جاما والأشعة النجمية.
ومن الممكن أيضا أن يتمّ -عن طريق علم الفلك النيوترينوي- الكشف عن المادة المظلمة بشكل غير مباشر.